# سولیسواو (استان اوپوله)
سولیسواو (به لهستانی: Sulisław) یک منطقهٔ مسکونی در لهستان است که در گمینا گرودکوو واقع شده‌است.